# Franz Xaver Biallas
Franz Xaver Biallas (polnisch: Franciszek Ksawery Białas, chinesisch: 鲍润生, pinyin Bào Rùnshēng) SVD (* 15. November 1878 in Schwirz (Pfarrei Bankwitz), Kreis Namslau, Erzbistum Breslau, Provinz Schlesien; † 28. Mai 1936 in Peking, China) war ein China-Missionar der Steyler Missionare und Sinologe. Er gründete 1935 die sinologische Fachzeitschrift Monumenta Serica an der Katholischen Fu-Jen-Universität in Peking. Er starb am 28. Mai 1936 in Peking an Flecktyphus.

## Ausbildung und Einsatz
Am 28. Oktober 1893 begann Franz Biallas seine gymnasiale Ausbildung im Missionshaus Heiligkreuz in Neiße, Schlesien. Im Jahr 1900 trat er ins Noviziat der Gesellschaft des Göttlichen Wortes im Missionshaus St. Gabriel bei Wien ein, wo er 1901 seine ersten zeitlichen Gelübde und 1904 die ewigen Gelübde als Mitglied der SVD ablegte. Am 24. Februar 1905 wurde Biallas in der Seminarkirche von St. Gabriel/Mödling bei Wien zum Priester geweiht. Der Ordensgründer P. Arnold Janssen hatte den Neupriester für die Chinamission bestimmt, musste die Bestimmung aber wieder rückgängig machen, weil er Lehrer für das Missionshaus St. Wendel benötigte. P. Wilhelm Schmidt bemühte sich bei Arnold Janssen um den begabten P. Biallas. Schmidt wollte ihn zum Ethnologen ausbilden lassen. Aber Janssen blieb bei seiner Entscheidung. Biallas unterrichtete am Missionsgymnasium St. Wendel von 1905 bis 1910, als er wiederum für China bestimmt wurde. Biallas erhielt die Erlaubnis, in Leipzig Sinologie zu studieren. Das Studium schloss er mit dem Doktorat ab. Im Ersten Weltkrieg wurde er Militärseelsorger und Seelsorger der Kriegsgefangenen in den Lagern bei Kassel. 1921 kam er in Shandong, China an. Biallas war einer der ersten Steyler Patres, der an der katholischen Fu Jen Universität von Peking unterrichten konnte. Man machte ihn zum Leiter der Soziologie-Abteilung. 1933 gründete er die sinologische Fachzeitschrift Monumenta Serica, deren ersten, 1935 erschienenen Band er noch redigieren und publizieren konnte.